# حسن یوسف
حُسن یوسف (نام علمی: Coleus) نام یک سرده از تیره نعنائیان است. این گل را می‌توان در گروه گیاهان آپارتمانی که دارای برگ‌های رنگی می‌باشند قرار داد. این گیاه دارای صد و پنجاه گونه است. ارتفاع این گل زیبا به بیش از ۶۵ سانتی‌متر و پرورش و گسترش آن نیز به بیش از ۲۵ سانتی‌متر می‌رسد. اگر این گیاه را در فصول سرد سال خارج از گلخانه یا آپارتمان نگهداری کنید نابود شده و از بین می‌رود. برگ‌های آن اغلب به رنگ‌های سفید، سبز، زرد و قهوه‌ای وجود دارند. گل حسن یوسف به شدت آفتاب و نور خورشید را دوست دارد زیرا نور خورشید باعث زیبایی و تغییر رنگ این گیاه می‌شود. برای آبیاری آن نیز هر بار که خاک خشک شد باید اقدام کرد. اگر در باغچه حیاط و فضای باز این گل را نگهداری می‌کنید باید هر روز به آن آب دهید. گل حسن یوسف از جمله گل‌های آپارتمانی بسیار خاص و زیبا محسوب می‌گردد که طرفداران زیادی نیز دارد.

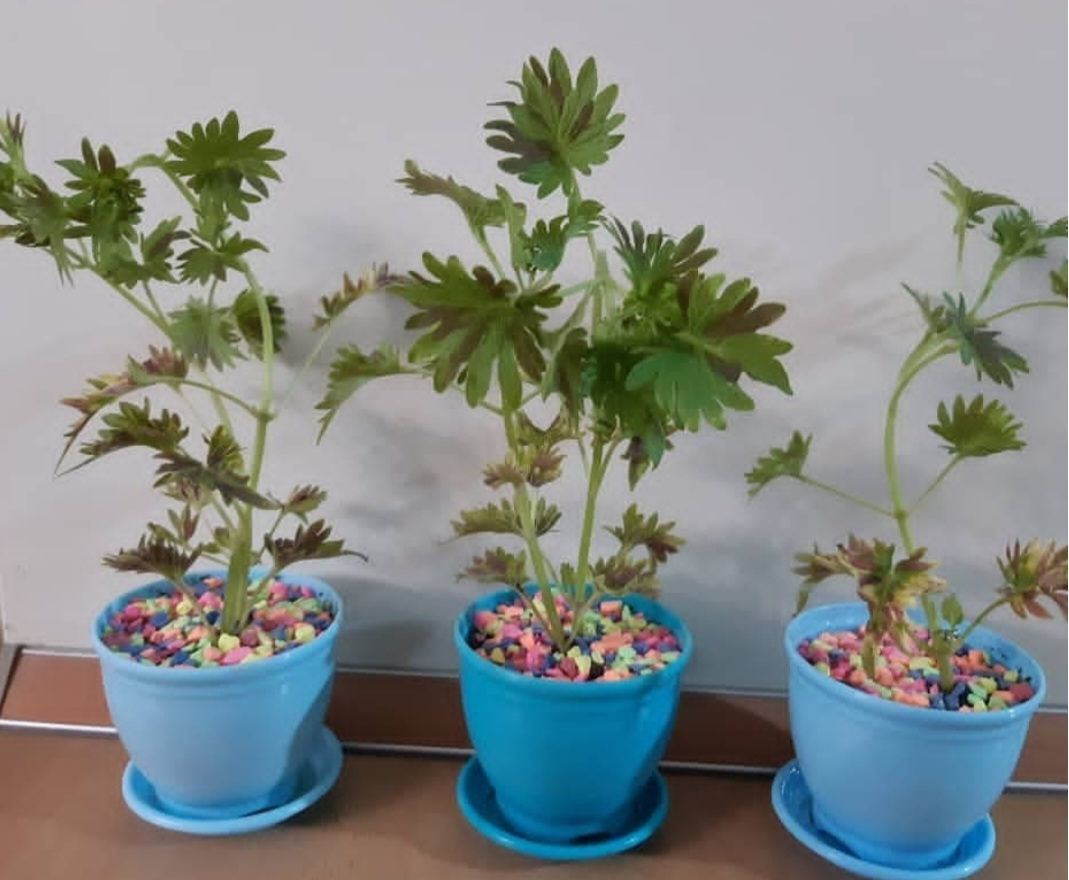
گیاه حسن یوسف تایلندی

## مشخصات
حُسن یوسف در گروه گیاهان آپارتمانی برگ رنگی می‌باشد، و داری ۱۵۰ گونه است. این گیاه بومی جاوا می‌باشد. ارتفاع آن به بیش از ۶۵ سانتی‌متر، و گسترش آن نیز به بیش از ۲۵ سانتی‌متر می‌رسد. این گیاه گرچه دائمی است، ولی هنگام فصول سرد اگر خارج از گلخانه یا آپارتمان نگهداری شود، از بین خواهد رفت.

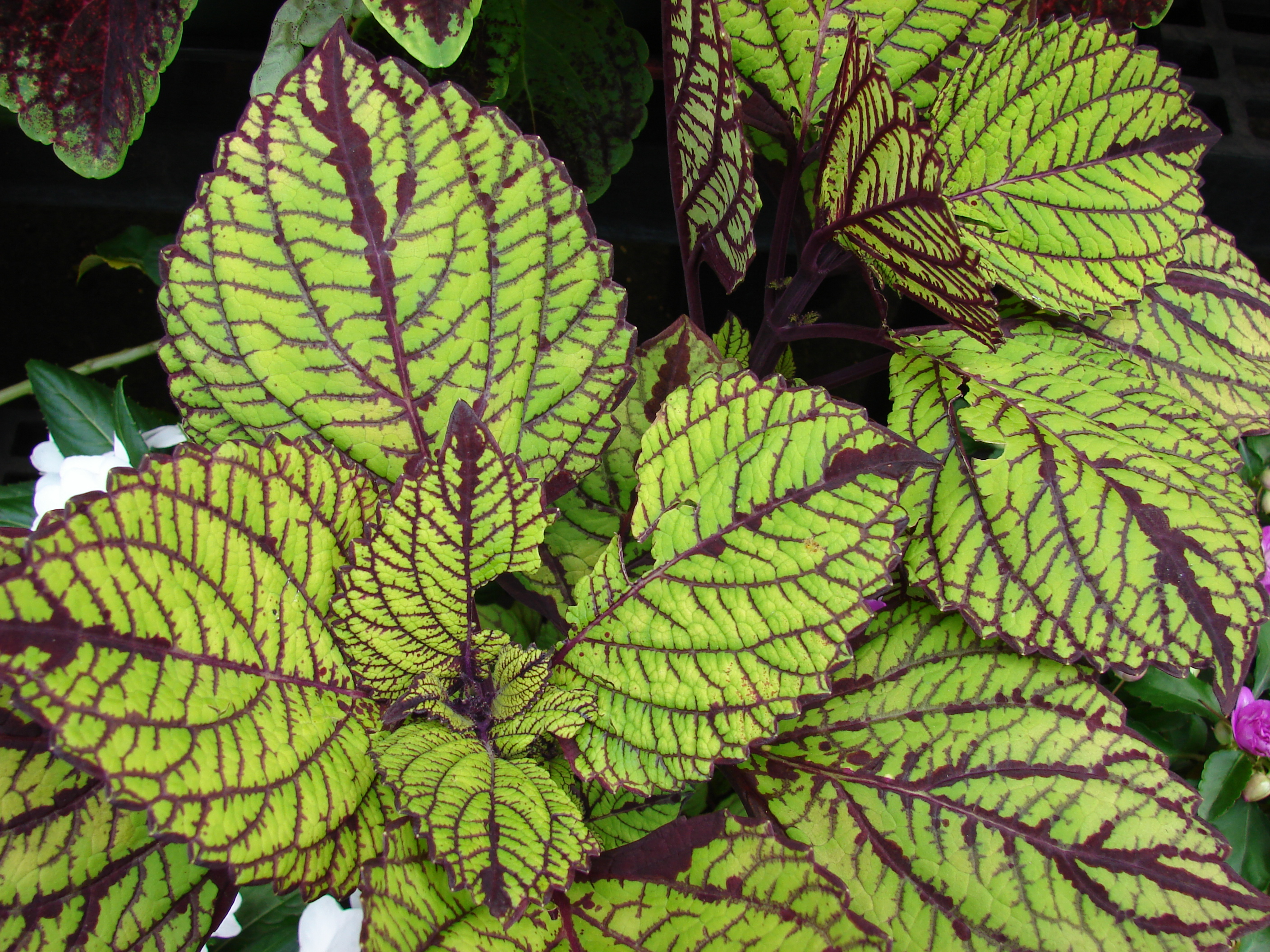

برگ‌های زیبای آن به رنگ‌های مخلوط قرمز، سفید، سبز، زرد و قهوه‌ای دیده می‌شوند. گل‌ها در این گیاه کوچک و آبی‌رنگ می‌باشند. این گونه دارای واریته‌های بسیاری است که هر کدام دارای برگ‌هایی به رنگ‌ها یا مخلوطی از رنگ‌های مختلف می‌باشد.

## راهنمای خرید گل حسن یوسف
قبل از خرید حسن یوسف حتما برگ و ساقه گیاه را به طور جزئی بررسی کنید، تا یک گیاه آفت زده و بیمار را همراه خود به خانه نبرید. مهم ترین آفت حسن یوسف، شپشک آردآلود است، که در بخش هایی از گیاه که دیده نمی شود زندگی می کند. از بین بردن شپشک آردآلود کمی دشوار است، پس قبل از خرید گیاه را به طور کامل چک کنید و اگه متوجه گرد سفید بر روی برگ یا ساقه آن شدید، از خریدش خودداری نمایید. 

## پرپشت شدن گل حسن یوسف
حسن یوسف به شکل ذاتی گیاهی با رشد طولی است، و اگر به موقع هرس نشود، بعد از مدتی ظاهری شلخته و علفی پیدا می کند. برای پرپشت شدن حسن یوسف یک راهکار و نکته ی کوچک وجود دارد. برای این منظور باید انتهایی ترین جوانه هر شاخه یعنی کوچک ترین برگ هایی که در بالاترین بخش  گیاه قرار دارند را حذف کنید. با این روش رشد طولی گیاه متوقف شده و جوانه های جانبی شروع به رشد و برگ دهی می کنند. با رشد جوانه های جانبی، گیاه ظاهری زیبا و گرد پیدا می کند. 

## مراقبت‌های لازم
نور: این گیاه آفتاب‌دوست است و تابش خورشید باعث تغییر رنگ برگ‌ها و زیبایی گیاه می‌شود. در تابستان باید از تابش مستقیم خودداری شود و نورغیرمستقیم تابیده شود.
گرما: دمای بین ۲۸ الی ۳۸ درجه سانتیگراد مناسب است.
آبیاری: با توجه به موقعیت پس از خشک شدن نیمی از خاک اقدام به آبیاری شود.
رطوبت: رطوبت هوای ۵۰ تا ۶۰ درصد را می‌پسندد.
خاک: مخلوطی از خاک باغچه، گیاخاک و ماسه، لیکاپون و پرلیت خاک مناسب رشد این گیاه است. حسن یوسف به خاک قلیایی احتیاج دارد.
هرس: برای این که فرم گیاه، بوته‌ای و زیبا شود، باید سرشاخه‌ها و گل‌ها را هنگام ظهور، پنسمان یا قطع کرد.
کود: کود مورد نیاز حسن یوسف را می‌توان به میزان ۳ گرم در لیتر، هر دو هفته یکبار، از فروردین تا مهرماه، مورد استفاده قرار داد.

## ازدیاد
این گیاه با دو روش ازدیاد نباتی (قلمه زنی) و تکثیر جنسی (کاشت بذر) ازدیاد می‌یابد. در روش ازدیاد نباتی باید از اواسط تابستان تا اواخر پاییز، قلمه‌ها را از قسمت انتهایی ساقه و به اندازهٔ ۵ تا ۸ سانتیمتر، به آرامی جدا نمود، ساقه‌های نازک و گوشتی قلمه را فشار ندهید. می‌توانید از پودر هورمون ریشه‌زایی استفاده کنید (روش و میزان مصرف روی بسته ذکر شده) سپس قلمه‌ها را در بستر حاوی ماسه قرار دهید. در دمای ۱۵ تا ۲۰ درجه سانتیگراد و نور مناسب نگاه دارید. مراقب باشید که هرگز بستر قلمه خشک نشود. از تابش مستقیم خورشید به قلمه‌ها جلوگیری نمایید. زمانی که قلمه‌ها ریشه‌دار شدند آنها را بیرون آورده و در گلدانی با قطر دهانه ۹ سانتیمتر حاوی کمپوست با پایه پیت قرار دهید. باید دقت کنید که ریشه‌ها شکسته یا کنده نشود.
در روش تکثیر جنسی (کاشت بذر) بذرها به صورت سطحی کشت می‌شوند. همچنین بهتر است بذرها در پیت ماس کاشته شوند. جوانه‌زنی بذرها معمولاً ۵ تا ۷ روز بعد از کشت، آغاز می‌شود و بعد از ۴ برگی شدن گیاهچه‌ها به سینی نشا و بعد از حدود ۲۰ روز به گلدان یا محیط اصلی منتقل می‌شوند.

## قاتل گیاه حسن یوسف شپشک آرد آلود
شپشک آرد آلود یکی از رایج‌ترین آفت‌های حسن یوسف است که اکثر شما هم با این موجود سرو کار داشتید، شپشک به هر محلی که بتواند حمله می‌کند و از شیرهٔ گیاهی در محل اتصال برگ با ساقه تغذیه می‌کند، لذا همیشه شپشک‌های سر سخت را در اطراف محل اتصال برگ‌ها به ساقه‌ها در گیاهان زینتی مشاهده می‌کنید. در ضمن این آفت پنبه‌ای شکل، ضمن تغذیه از شیره گیاه با ترشحاتی سفیدرنگ، خودش را در برابر سموم محافظت می‌کند. توصیه کارشناسان گیاه‌شناسی عدم استفاده از سم علی‌الخصوص برای گیاهان زینتی داخل منازل است.
برای از بین بردن شپشک آرد آلود سه راه وجود دارد در راه اول باید از محلول سم دیازینون استفاده کرد و در راه دوم باید از گیاه قلمه‌گیری کرد و با آب کاملاً محل آلودگی را از بین برد و در راه سوم می‌توانید سم کنفیدر را روی سطح گیاه اسپری کنید و بعد از گذشت دو روز با دستمال مرطوب سطح گیاه را پاک کنید و مجدداً سم را اسپری کنید.

## گونه‌ها
- پلکترانتوس آمبوینیکاس Plectranthus amboinicus
- حسن یوسف نقره‌ای Coleus argentatus

## نگارخانه

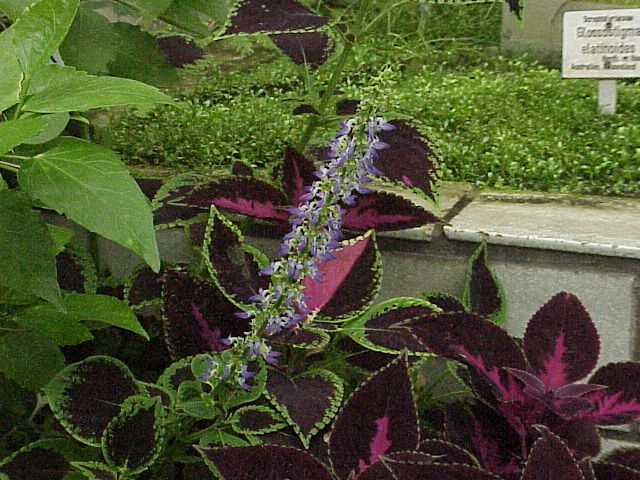
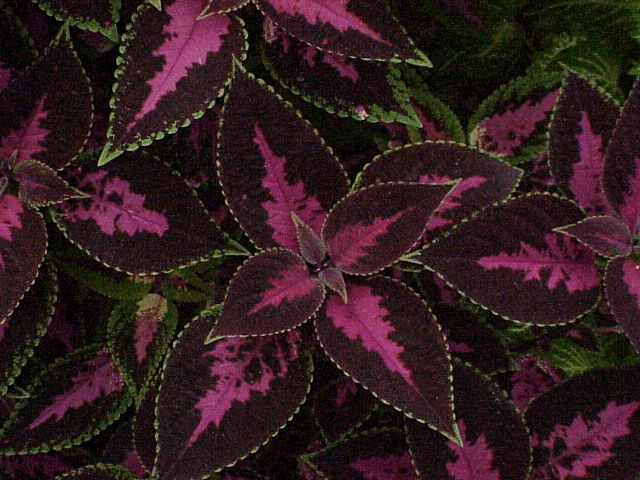
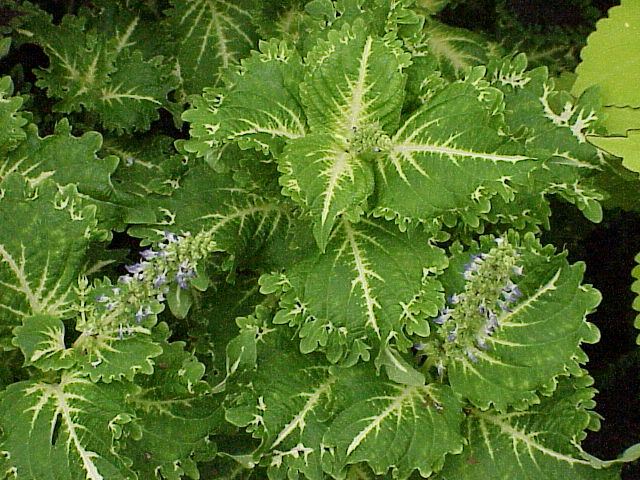
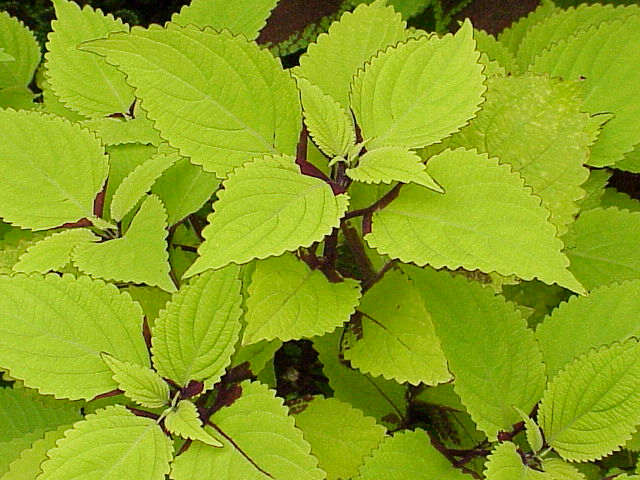
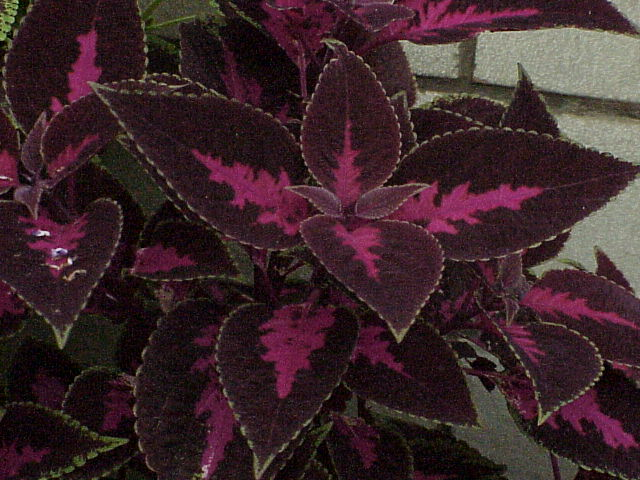
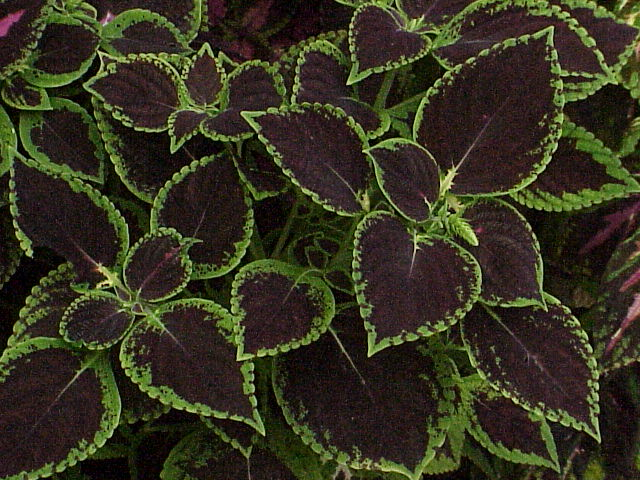
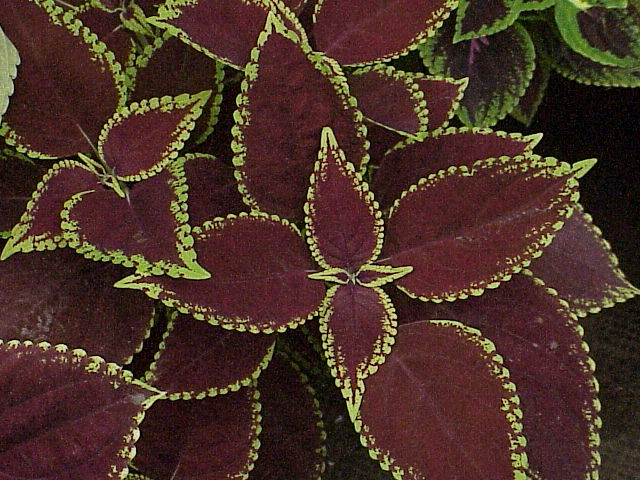
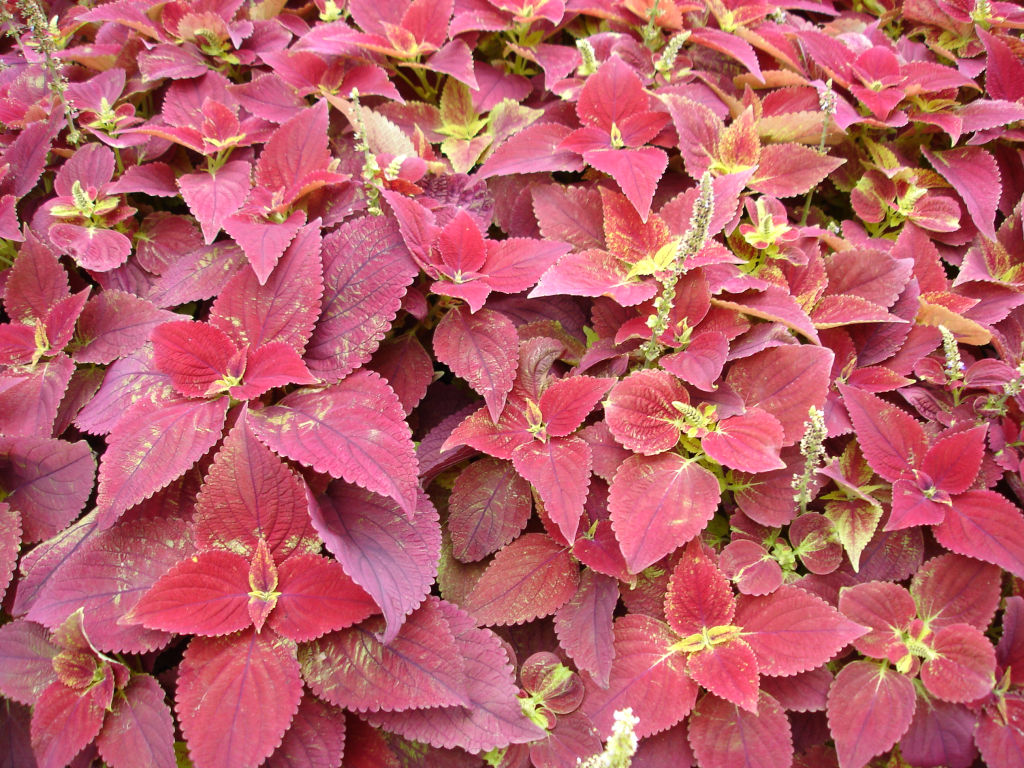
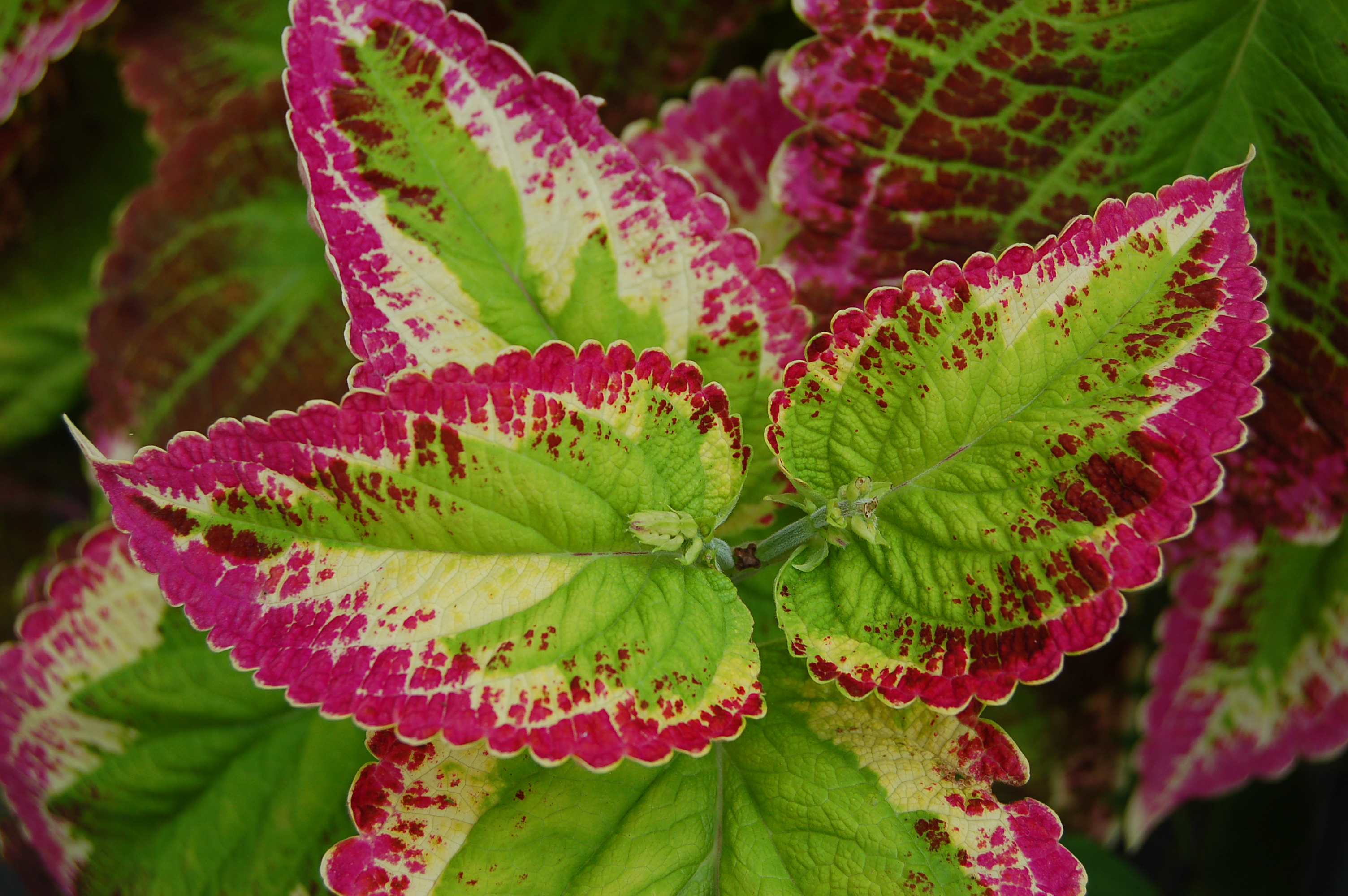
گونه غول ژاپنی
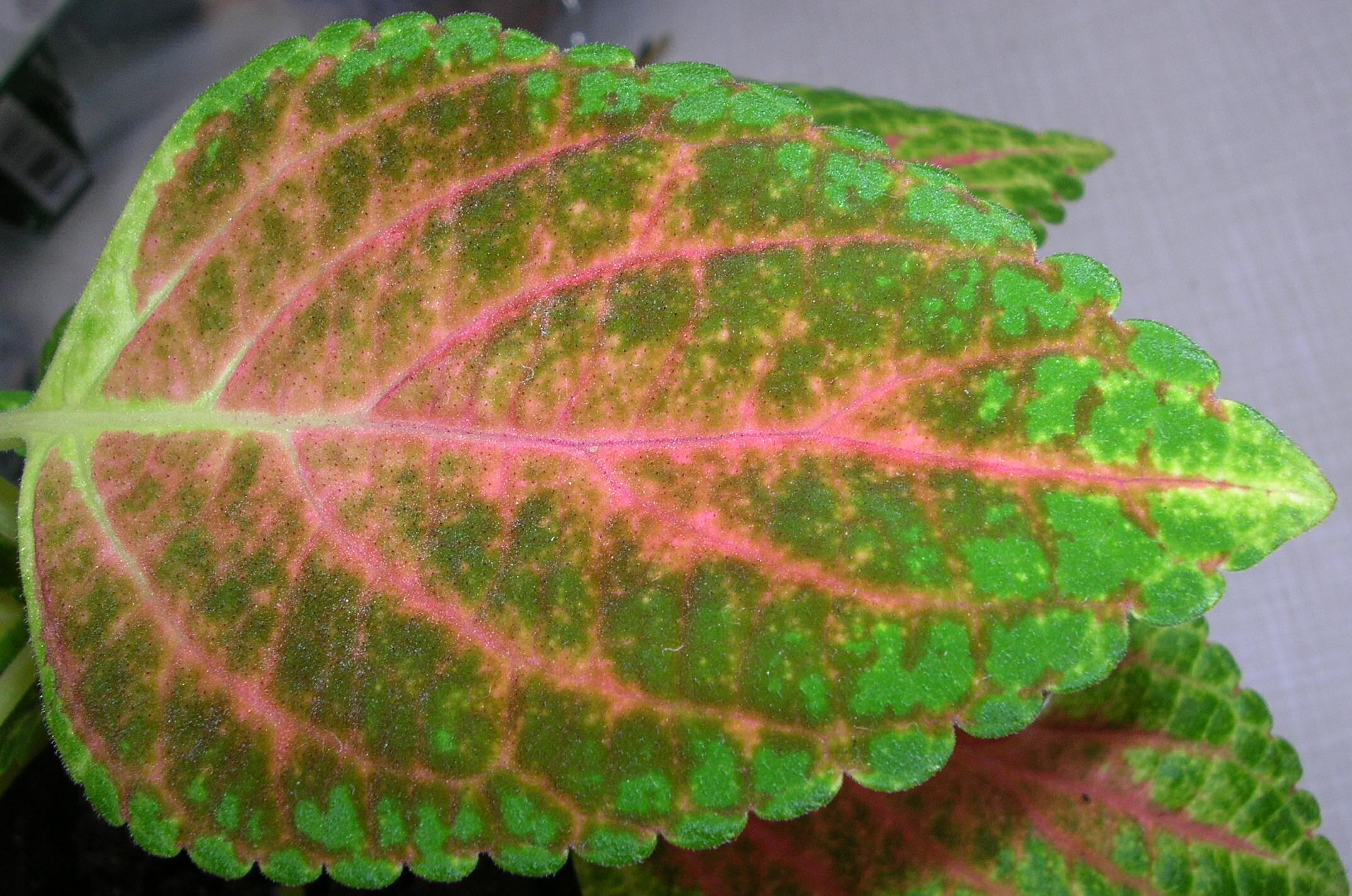
برگ پیش از ریختن
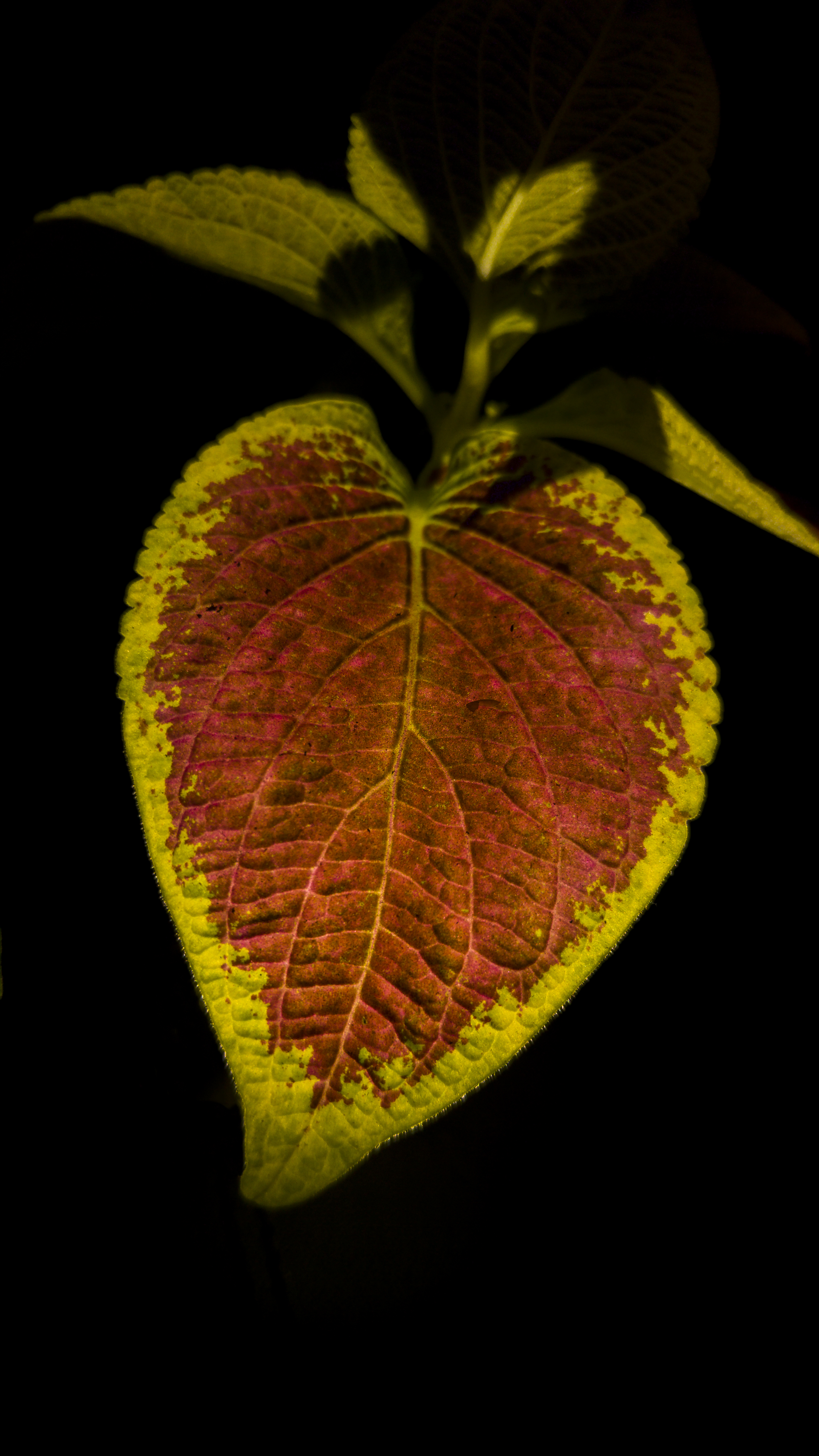
زوایای برگ حسن یوسف
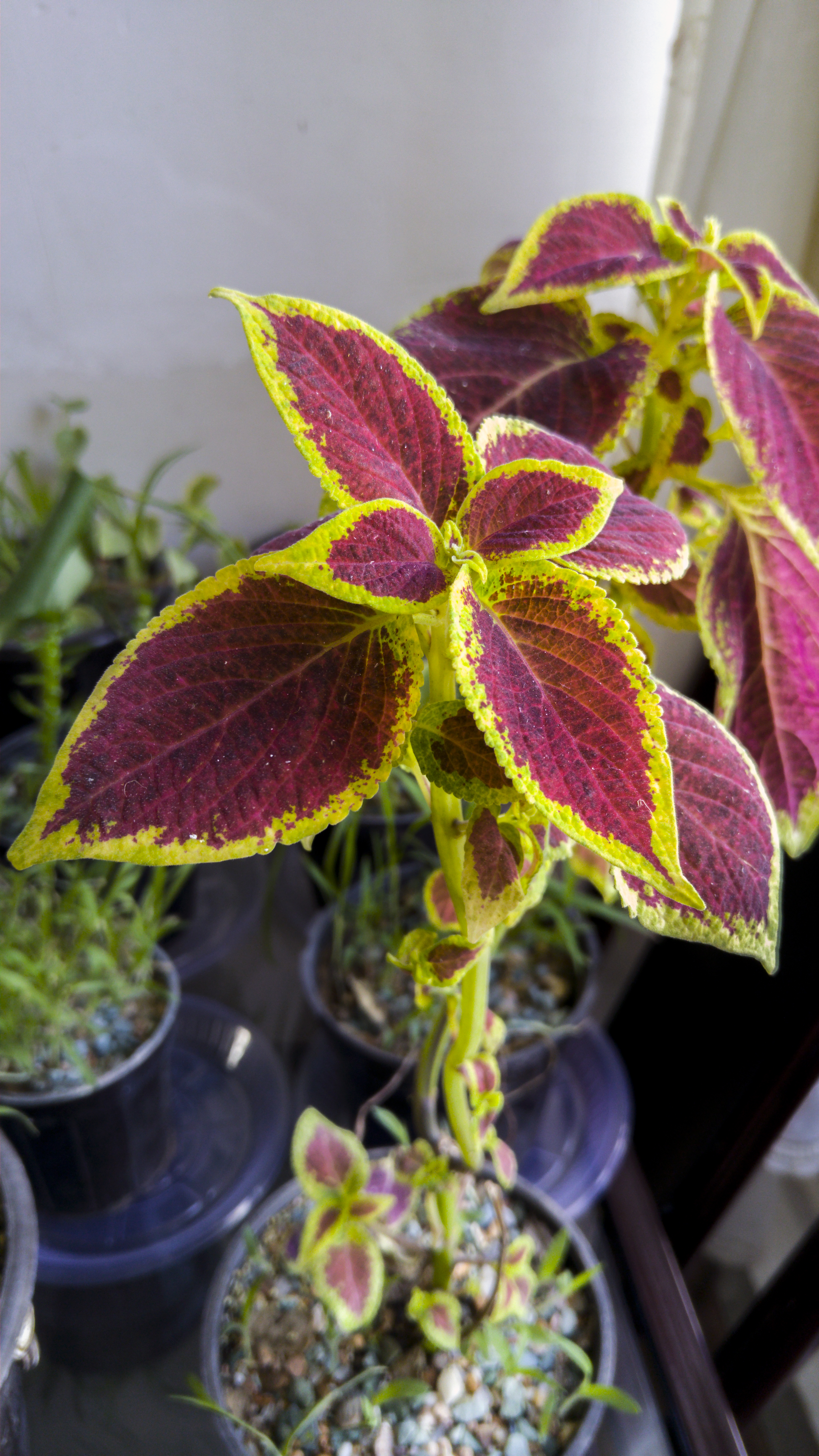
حسن یوسف در خانه